# Битва за Коралове море (фільм, 1959)
«Битва за Коралове море» (англ. Battle of the Coral Sea) — військовий художній фільм-драма США 1959 року, знятий режисером Полом Вендкосом на кіностудії Columbia Pictures. Прем'єра в США відбулася 23 жовтня 1959 року.

## Сюжет
Фільм розповідає про епізод в ході підготовки до однієї з вирішальних морських битв на тихоокеанському просторі під час Другої світової війни.
1942 рік. Командир підводного човна Джефф Конвей, успішно закінчивши розвідку місця розташування японських об'єктів, кораблів, підводних човнів та авіаносців в Кораловому морі, повертається на базу, але його субмарина пошкоджена. Він змушений здатися. Членів екіпажу захоплює в полон жорстокий командер Морі і відправляє їх на ворожу військову базу на острові. Японці катують полонених. За допомогою британських та австралійських бранців екіпаж робить спробу втечі. Якщо це їм вдасться, вони зможуть доставити важливі відомості своєму командуванню, завдяки чому перевага в майбутній битві в Кораловому морі буде на користь США.
Фільм закінчується документальними кадрами битви в Кораловому морі, акцентуючи увагу на тому, що перемога стала можливою завдяки інформації, доставленій підводниками командуванню США.

## У ролях
- Кліфф Робертсон — Джефф Конвей, командир підводного човна США
- Джіа Скала — Карен Філліпс
- Теру Сімада — командер Морі
- Патриція Каттс — лейтенант Пег Вітком
- Джин Блейклі — лейтенант Лен Росс
- Райан Гаррік — Ал Шехтер
- Л. К. Джонс — Йомен Холлідей
- Робін Г'юз — майор Джеммі Гарріс
- Гордон Джонс — торпедист Бейтс
- Том Лофлін — Франклін
- Ейдзі Ямаширо — Ошикава
- Патрік Вествуд — Саймс
- Джеймс Т. Гото — капітан Ямадзакі
- Карлайл Мітчелл — адмірал МакКейб
- Ларрі Тор — майор

Зйомки фільму відбувалися на о. Санта-Каталіна (Каліфорнія) і на Нормандських островах біля узбережжя Каліфорнії.